# داريل هنت
داريل هنت (بالإنجليزية: Daryl Hunt)‏ هو لاعب كرة قدم أمريكية أمريكي، ولد في 3 نوفمبر 1956 في أوديسا في الولايات المتحدة، وتوفي في 9 يوليو 2010 بسبب نوبة قلبية.

## وصلات خارجية
- داريل هنت على موقع مرجع كرة القدم المحترفة.كوم (الإنجليزية)